# Serious Hits… Live!
Serious Hits… Live! es el nombre del álbum en vivo de Phil Collins publicado en 1991 en un CD, así como la grabación del concierto en DVD. Las canciones que llevan el formato en CD, fueron tomadas tras la gira de conciertos Serious Hits!, aunque el CD suena como si fuese grabado durante un concierto entero. Fue grabado durante el Seriously, Live! World Tour.

## Historia
En lugar de promocionar un álbum en vivo con experiencia, seleccionaron únicamente los éxitos para este disco. En el álbum se puede sentir el sonido de una multitud en el estadio, la calidad que otros álbumes en vivo de la década de 1990 lo habían hecho.
La versión en video y DVD, ofrece un concierto completo. El concierto captura una actuación en directo de Collins desde Waldbühne en Berlín, Alemania, que el mismo había aclamado que fue su mejor actuación debido a la energía que tenían los alemanes después de la caída del Muro de Berlín. En la canción final del disco, Collins agradece a sus fanes de Chicago. El DVD presenta una mirada personal en profundidad sobre su experiencia de un concierto en solitario. Los momentos especiales que incluyen a la multitud, no presentan los prolongados aplausos que recibe después de interpretar "Something Happened on the Way to Heaven" y la vigilia ligera durante "Doesn't Anybody Stay Together Anymore".

## Lista de canciones del CD
1. "Something Happened on the Way to Heaven" – 4:59 (Collins/Stuermer)
2. "Against All Odds (Take a Look at Me Now)" – 3:28 (Collins)
3. "Who Said I Would" – 4:28 (Collins)
4. "One More Night" – 5:49 (Collins)
5. "Don't Lose My Number" – 4:42 (Collins)
6. "Do You Remember?" – 5:40 (Collins)
7. "Another Day in Paradise" – 5:36 (Collins)
8. "Separate Lives" – 5:16 (Stephen Bishop)
9. "In the Air Tonight" – 6:35 (Collins)
10. "You Can't Hurry Love" – 2:54 (Lamont Dozier/Eddie Holland/Brian Holland)
11. "Two Hearts" – 3:07 (Collins/Dozier)
12. "Sussudio" – 7:14 (Collins)
13. "A Groovy Kind of Love" - 3:30 (Carole Bayer Sager/Toni Wine)
14. "Easy Lover" – 4:46 (Phillip Bailey/Collins/Nathan East)
15. "Take Me Home" – 8:39 (Collins)

## Lista de canciones para el DVD
1. "Hand in Hand"
2. "Hang in Long Enough"
3. "Against All Odds (Take a Look at Me Now)"
4. "Don't Lose My Number"
5. "Inside Out"
6. "Do You Remember?"
7. "Who Said I Would"
8. "Another Day in Paradise"
9. "Separate Lives"
10. "Saturday Night and Sunday Morning"
11. "The West Side"
12. "That's Just the Way It Is"
13. "Something Happened on the Way to Heaven"
14. "Doesn't Anybody Stay Together Anymore"
15. "One More Night"
16. "Colours"
17. "In the Air Tonight"
18. "You Can't Hurry Love"
19. "Two Hearts"
20. "Sussudio"
21. "A Groovy Kind of Love"
22. "Easy Lover"
23. "Always"
24. "Take Me Home"

La versión de "Doesn't Anybody Stay Together Anymore" grabada e interpretada para el Serious Hits… Live!, difiere considelablemente de la versión original que aparece en el álbum No Jacket Required – habiendo sido regrabada con un estilo de balada. la oración "versión original" es un error, o es versión o es original, no puede ser las dos cosas.

## Personal

### The Serious Guys
- Phil Collins – vocalista, piano, batería
- Leland Sklar – bajo
- Daryl Stuermer – guitarras
- Chester Thompson – batería
- Brad Cole – teclados

### The Seriousettes
- Bridgette Bryant – coros
- Arnold McCuller – coros
- Fred White – coros

### The Phoenix Horns
- Don Myrick – saxofón alto
- Louis "Lui Lui" Satterfield – trombón
- Rahmlee Michael Davis – trompeta
- Harry Kim – trompeta

- Dirigido por Jim Yukich
- Producido por Phil Collins y Robert Colby
- Diseñado por Paul Gomersall
- Mezclado por Paul Gomersall y Robert Colby

## Listas

### Álbum
| 1990                                                          | 2 | 11 | 5 | 2 | 1 | 2 | 9 | 16 | 2 |
| "—" denotes releases that did not chart or were not released. |   |    |   |   |   |   |   |    |   |

### Sencillos
| 1990                                                          | "Do You Remember?" (en vivo) | 57 | —  | —  | 83 | 46 | 20 | 20 | 22 | 25 |
| 1991                                                          | "Who Said I Would" (en vivo) | —  | 73 | 34 | —  | —  | —  | —  | —  | —  |
| "—" denotes releases that did not chart or were not released. |                              |    |    |    |    |    |    |    |    |    |

## Recepción
- allmusic  link